# Siobhán Donaghy
Siobhán Emma Donaghy, född 14 juni 1984 i London, är en brittisk musiker, sångerska och låtskrivare, mest känd som före detta medlem i popbandet Sugababes. 2011 bildade Siobhán sånggruppen Mutya Keisha Siobhan (ibland förkortad MKS) tillsammans med Mutya Buena och Keisha Buchanan, båda tidigare medlemmar av Sugababes.

## Diskografi

### Solo
Studioalbum
- 2003 – Revolution in Me
- 2007 – Ghosts

Singlar
- 2003 – "Nothing but Song"
- 2003 – "Twist Of Fate"
- 2003 – "Overrated"
- 2006 – "Don't Give It Up"
- 2007 – "So You Say"

### Med Sugababes
Studioalbum
- 2000 – One Touch

Singlar
- 2000 – "Overload"
- 2000 – "New Year"
- 2001 – "Run for Cover"
- 2001 – "Soul Sound"

### Med Mutya Keisha Siobhan
Singlar
- 2013 – "Flatline"